# Balkanpakten
Balkanpakten eller Balkanententen var ett fördrag undertecknat av Grekland, Turkiet, Rumänien och Jugoslavien den 9 februari 1934 i Aten, med målet att behålla det geopolitiska status quo-läget i området efter första världskriget. De som skrev på lovade att upphöra med alla omtvistade krav på varandras territorier. Italien, Albanien, Bulgarien, Ungern och Sovjet skrev dock inte på. Avtalet trädde i kraft samma dag det skrevs på, och registrerades hos NF den 1 oktober 1934.

## Historik
Balkanententen var ett uttryck för de europeiska småstaternas strävan vid den här tiden för att säkra sin trygghet genom ömsesidigt regionalt tecknade garantiavtal. En rörelse för ökat kulturellt och ekonomiskt samarbete och militär avspänning mellan balkanländerna hade under 1920-talet vuxit allt starkare, från 1930 anordnade årligen återkommande balkankonferenser. Minoritetsfrågorna orsakade dock ofta konfliker mellan länderna. Albanien hade dock 1926 ingått allians med Italien och från 1927 nära anslutits till detta land, varför de inte kom i fråga för ett närmande gentemot övriga balkanstater. Jugoslavien och Bulgarien hade länge varit fientliga gentemot varandra, men från 1931 hade relationen börjat förbättras. Även mellan Grekland och Turiket var relationerna länge fientliga, men 1930 avslöts en vänskapspakt mellan länderna och i september 1933 en ömsesidig garantipakt.
1933 började Rumänien verka för en allmän balkanpakt genom sin utrikesminister Nicolae Titulescu. En mängd möten och underhandlingar hölls, men Bulgarien vägrade gå med på en garanti för status quo rörande ländernas gränser, och kom därför att stå utanför pakten. Genom årliga möten mellan ländernas utrikesministrar skulle ländernas utrikespolitik samordnas.
Pakten kom dock aldrig att bli den stabiliserande faktor som den var tänkt som. Snart befriades Turkiet från sin skyldighet att stödja Rumänien om det kunde leda till krig mot Sovjetunionen, och kort därpå befriades Grekland från skyldighet att stödja Jugoslavien om det kunde leda till krig med Italien. Detta medförde att pakten främst kom att riktas mot Bulgarien. Arbetet för att få även detta land att ansluta sig fortsatte dock. När det inte ledde till något resultat slöt Jugoslavien i januari 1937 ett separat vänskapsavtal med landet. 1936 tvingades Titulescu att avgå som Rumäniens utrikesminister och landet slog in på en mer isolationistisk linje, och snart gick även Grekland samma väg. Efterhand vann i stället Axelmakterna ett allt starkare inflytande på Balkan. I mars 1939 försökte Storbritannien vinna över Balkanententen på sin sida genom att sluta allians med Turkiet och utfärda garantier till Grekland och Rumänien. Detta misslyckades dock och under andra världskriget kom balkanententen inte att spela någon roll.